# Massive Chalice
Massive Chalice è un videogioco strategico a turni sviluppato da Double Fine Productions e 2 Player Productions, pubblicato da Double Fine e da Humble Bundle e distribuito da Xbox Live e Mac App Store il 1º giugno 2015; è stato giocabile con accesso anticipato dall'11 novembre 2014 su Steam, e la versione beta è stata ufficialmente pubblicata il 21 ottobre 2014.
Il gioco è stato inoltre finanziato da Kickstarter.

## Trama
Il giocatore assume il ruolo di un sovrano immortale che difende il proprio regno da un'invasione da parte di una forza malvagia conosciuta come "Cadenza", il cui tocco è fatale per la maggior parte degli umani e che lascia dietro di sé la corruzione magica. L'umanità è tuttavia supportata dal Calice massiccio titolare: un artefatto magico le cui due personalità danno consiglio al protagonista.
Il Calice potrà bandire la Cadenza soltanto tra 300 anni, dopo aver accumulato l'energia magica sufficiente.
Dopo il trascorrere dei 300 anni, il protagonista ha respinto le forze malvagie della Cadenza. Due voci provenienti dal Calice massiccio titolare parlano al protagonista dicendogli che è in arrivo una lunga e duratura era di pace da celebrare; tuttavia, lo informano anche del fatto che la Cadenza non potrà mai essere definitivamente sconfitta. Le voci ringraziano il protagonista per aver combattuto così duramente contro la Cadenza e gli dicono che il Calice veglierà su di lui e lo aiuterà a fronteggiare le prossime invasioni, ma che ogni collegamento con loro potrebbe andare perduto.

## Modalità di gioco
Il giocatore prende decisioni che si ripercuoteranno nel lungo termine e osserva gli anni, comandando legioni di eroi e giocando a turni contro le forze della Cadenza; decide su quali compiti il Calice dovrà spendere la sua piccola quantità di energia di riserva, affrontando anche i problemi che affliggono la popolazione del suo regno.
Mentre il giocatore attenderà il completamento dei progetti a lungo termine, la Cadenza attaccherà diverse parti del regno contemporaneamente; dal momento che il Calice può mandare una sola squadra di eroi in una posizione alla volta, però, il giocatore deve decidere quale battaglia combattere per impedire alla corruzione della Cadenza di distruggere la Terra.
Siccome il personaggio comandato dal giocatore non può lasciare il palazzo poiché legato al Calice, deve sfruttare la potenza di altri eroi per combattere il nemico e stabilire linee di sangue per allevare le future generazioni di eroi.

### Case nobili
Il giocatore può ritirare un eroe per diventare reggente di una casa nobile e organizzare un matrimonio con un eroe di un'altra casa; i nuovi eroi ereditano la personalità e alcuni tratti genetici dai genitori. Una casa può essere stabilita da qualsiasi combinazione di eroi maschi e femmine, e il Calice può trovare bambini che sono in sintonia con esso e che potranno essere adottati da una casa nobile.
I bambini di una casa nobile fanno solitamente parte della classe del genitore reggente, ma se il compagno del reggente appartiene a un'altra classe, i bambini si allenano con una delle due classi varianti.
Se un illustre eroe muore sul campo di battaglia, la sua arma personale può diventare una reliquia: un artefatto magico che verrà tramandato ai membri più giovani della loro casa.

### Statistiche
Le statistiche degli eroi cambiano in base alla loro età: i giovani sono più veloci e forti, ma poco intelligenti; gli anziani sono lenti e deboli, ma più saggi.
Gli eroi possono anche sviluppare nuovi tratti della personalità a seconda delle loro esperienze in battaglia.

### Classi
Inizialmente, gli eroi appartengono a una delle seguenti classi:
- caberjack: guerrieri da mischia che brandiscono un martello;
- cacciatori: guerrieri che usano balestre giganti per attaccare a distanza;
- alchimisti: maghi che lanciano boccette di esplosivo o attaccano da vicino.

## Sviluppo
Lo sviluppo del gioco fu avviato nel maggio 2013, diventando la priorità della seconda campagna di Kickstarter per Double Fine - dopo Broken Age (precedentemente noto come "Double Fine Adventure"), nel 2012.
La squadra che doveva lavorare su Massive Chalice aveva imparato dai propri errori sul loro primo progetto finanziato da Kickstarter (Broken Age), e aveva deciso di non mostrare tanto materiale esclusivo ai sostenitori poiché ciò creava una frattura tra sostenitori, non sostenitori e membri della stampa; i sostenitori di Kickstarter avevano richiesto l'aggiunta del matrimonio omosessuale, influenzando in tal modo lo sviluppo del gioco.
Il direttore e uno dei progettisti principali del gioco Brad Muir ha affermato che l'input dei sostenitori prima dello e durante lo sviluppo era uno dei vantaggi di Kickstarter, dal momento che ha aiutato lo sviluppo completo del gioco senza particolari complicazioni.

## Distribuzione
Nonostante la squadra di sviluppo sperasse di pubblicare il gioco nel settembre del 2014, la sua uscita è stata successivamente posticipata al 1º giugno 2015.

## Accoglienza
| Testata                          | Versione | Giudizio |
| -------------------------------- | -------- | -------- |
| Metacritic (media al 07-07-2020) | PC       | 73/100   |
| Metacritic (media al 07-07-2020) | XOne     | 72/100   |
| Eurogamer                        | XOne, PC | 8/10     |
| Edge                             | PC       | 70/100   |
| IGN                              | XOne, PC | 8.1/10   |
| Game Informer                    | PC       | 8/10     |
| Multiplayer.it                   | PC       | 8/10     |
| Everyeye.it                      | XOne, PC | 7/10     |
| Destructoid                      | PC, XOne | 6/10     |

Il gioco ha ricevuto recensioni prevalentemente medie.
Eurogamer lo considera come "un interessante gioco di strategia a turni che mescola la meccanica classica del genere con alcune caratteristiche uniche come la permadeath, le reliquie delle stirpi e la genetica delle stirpi"; secondo Kotaku, "Massive Chalice manca di qualcosa che ha reso grande il suo progenitore; è tutto un tributo a capelli e occhi senza parlare del cuore"; Destructoid ha infine affermato che, nonostante i difetti, "Massive Chalice è allo stesso tempo bello e accessibile".